# کریستیان آگوست لورنتزن
کریستیان آگوست لورنتزن،(به انگلیسی: Christian August Lorentzen) متولد ۱۰ اوت ۱۷۴۹ در شهر سوندبورگ در کشور دانمارک، متوفی در تاریخ ۸ مه ۱۸۲۸ در سن ۷۸ سالگی در شهر کپنهاگ، پایتخت کشور دانمارک، یک نقاش هنری و اهل دانمارک بود.

## مختصری از فعالیت هنری کریستیان آگوست لورنتزن
کریستیان آگوست لورنتزن، در بین سال‌های ۱۷۷۹ تا ۱۷۸۲ میلادی در کشورهای هلند و فرانسه تحصیل کرده بود. در سال ۱۷۹۲ وی از نروژ دیدن کرده و طی اقامتش در نروژ تعدادی از مناظر طبیعی این کشور، از جمله چند آبشار را نقاشی می‌کند. نقاشی‌های وی در چند مجله رنگی معروف آن زمان چاپ می‌شوند. 
 بعضی از آثار هنری کریستیان آگوست لورنتزن، در موزه آثار هنری در اسلو پایتخت نروژ وجود دارند.
 آگوست لورنتزن، زمانی در آکادمی سلطنتی هنرهای زیبای دانمارک، معلم نقاشی یوهان کریستین دال، سرشناس‌ترین نقاش مناظر طبیعی نروژ بوده‌است.